# غروسورن
غروسورن (بالإنجليزية: Grosshorn)‏ هو أحد جبال سلسلة جبال الألب البرنية وجزء من القمة الأم يونغفراو يقع في كانتون برن وكانتون فاليز، سويسرا. يبلغ ارتفاع الجبل حوالي 3754 متر، بينما يبلغ ارتفاع نتوء الجبل 190 متر.